# Cecilioides connollyi
Cecilioides connollyi е вид коремоного от семейство Ferussaciidae. Видът е световно застрашен, със статут Уязвим.

## Разпространение
Разпространен е в Гибралтар.